# La Fronde (Buffy)
Pour les articles homonymes, voir Fronde.
La Fronde est le 19e épisode de la saison 7 de la série télévisée Buffy contre les vampires.

## Résumé
Anticipant la catastrophe à venir, les habitants de Sunnydale commencent à quitter la ville en masse, la transformant peu à peu en ville fantôme. Willow utilise la magie pour obtenir des informations sur Caleb alors que Spike et Andrew sont envoyés par Giles en dehors de la ville pour suivre une piste le concernant. Ils ne découvrent cependant pas grand-chose d'utile lors de leur enquête dans un monastère où Caleb est passé. 
Au lycée, Buffy est surprise par Caleb et le combat tourne à l'avantage de ce dernier qui assomme la Tueuse. Quand elle retourne à la maison, encore meurtrie par son combat, elle découvre que Faith a amené les Potentielles au Bronze pour qu'elles puissent décompresser un peu. Là-bas, elles ont maille à partir avec des agents de police corrompus par la Force mais arrivent à s'en défaire. Buffy arrive sur ces entrefaites, les blâme pour leur comportement et les ramène à la maison où elle leur propose un nouveau plan pour attaquer Caleb. 
Mais, alors que Spike et Andrew sont toujours commodément absents, Buffy découvre que plus personne, y compris Willow, Alex et Dawn, ne lui fait confiance pour diriger le groupe. Dawn demande même à Buffy de quitter la maison, ce que cette dernière fait, et Faith devient le nouveau leader du groupe.